# Frank Séchehaye
Frank Séchehaye (ur. 3 listopada 1907 w Genewie, zm. 13 lutego 1982 w Lozannie) – szwajcarski piłkarz grający na pozycji bramkarza. W reprezentacji Szwajcarii rozegrał 37 meczów.

## Kariera klubowa
Swoją karierę piłkarską Séchehaye rozpoczął w klubie Étoile Carouge FC. Zadebiutował w nim w sezonie 1923/1924. Następnie w 1929 roku odszedł do francuskiego Club Français. W 1931 roku zdobył z nim Puchar Francji.
W 1931 roku Séchehaye wrócił do Szwajcarii i został zawodnikiem Servette FC. W sezonach 1932/1933 i 1933/1934 dwukrotnie z rzędu wywalczył z nim mistrzostwo Szwajcarii. W 1934 roku przeszedł do Lausanne Sports i występował w nim do końca swojej kariery, czyli do końca sezonu 1935/1936. W sezonach 1934/1935 i 1935/1936 wywalczył z nim dwa tytuły mistrza Szwajcarii. W 1935 zdobył też Puchar Szwajcarii.

## Kariera reprezentacyjna
W reprezentacji Szwajcarii Séchehaye zadebiutował 17 kwietnia 1927 roku w przegranym 0:1 towarzyskim meczu z Hiszpanią, rozegranym w Santanderzeze. W 1928 roku reprezentował Szwajcarię na igrzyskach olimpijskich w Amsterdamie. W 1934 roku został powołany do kadry na mistrzostwa świata we Włoszech. Na nich rozegrał dwa spotkania: w 1/8 finału z Holandią (3:2) i ćwierćfinałowe z Czechosłowacją (2:3). Od 1927 do 1935 roku rozegrał w kadrze narodowej 37 meczów.

## Kariera trenerska
Po zakończeniu kariery piłkarskiej Séchehaye został trenerem. Prowadził takie kluby jak: Forward Morges, Lausanne Sports, Servette FC, FC Sion i ponownie Lausanne Sports. W 1962 roku zdobył z Lausanne Sports Puchar Szwajcarii.